# Décès en 1039
Décès
- 1035
- 1036
- 1037
- 1038
- 1039
- 1040
- 1041
- 1042
- 1043

Cette page dresse une liste de personnalités mortes au cours de l'année 1039 :
- 30 janvier, Sophie de Gandersheim, fille de l'empereur Otton II et de l'impératrice Théophane et l'une des sœurs de l'empereur Otton III. Elle fut abbesse de Gandersheim de 1001 à sa mort, et également abbesse d'Essen.
- 10 mars : Eudes de Poitiers.
- Guillaume III de Weimar (en), comte de Weimar et de Eichsfeld.
- 27 mai : Thierry III de Hollande dit de Jérusalem, également appelé Thierry III de Frise occidentale, comte en Frise occidentale.
- 4 juin : Conrad II le Salique, roi de Germanie et des Romains puis empereur romain germanique.
- 20 juillet : Conrad II de Carinthie, surnommé le Jeune, duc de Carinthie et margrave de Vérone.
- 19 septembre : Fujiwara no Genshi, impératrice consort du Japon.
- 4 novembre : Hugues de Chalon, seigneur et religieux français, qui fut évêque d'Auxerre et comte de Chalon.
- 28 novembre : Adalbéron Ier d'Eppenstein, margrave de Styrie, duc de Carinthie et margrave de Vérone.

- Abu'l-Futuh al-Hasan ibn Ja'far (en), chérif de La Mecque, chez les Fatimides.
- Alhazen (Ibn al-Haytham), savant, mathématicien, philosophe et médecin arabe au Caire (né en 965), auteur d’un traité d’optique où il étudie les phénomènes de réflexion et de réfraction. Il est le premier à avancer l’idée que les corps célestes émettent leur propre chaleur.
- Brihtmær (en), évêque de Lichfield.
- Eudes de Poitiers, duc de Gascogne, comte de Poitiers et duc d'Aquitaine.
- Hugues de Farfa (en), abbé de Farfa.
- Iago ab Idwal ap Meurig, roi de Gwynedd au Pays de Galles.
- Kviriké III de Kakhétie, roi de Kakhétie de la dynastie des Kyriacides.
- Nathar Shah (en), saint de l'Islam ayant converti de nombreuses personnes.
- Nùng Tồn Phúc (en), seigneur de guerre de Cao Bằng au Vietnam.
- Onsori Balkhi, poète persan.
- Regimbald (en), abbé de Lorsch.
- Régnier V de Mons, comte de Hainaut et de Mons.
- Yekoutiel ben Hassan, homme d'État et scientifique juif andalou.

## Crédit d'auteurs
- Cet article est partiellement ou en totalité issu de l'article intitulé « 1039 » (voir la liste des auteurs).